# Zeacuminia
Zeacuminia is een geslacht van uitgestorven weekdieren uit de klasse van de Gastropoda (slakken).

## Soorten
- Zeacuminia biplex (Hutton, 1885) †
- Zeacuminia cantuariensis Laws, 1933 †
- Zeacuminia fluctuosa Laws, 1941 †
- Zeacuminia murdochi Powell, 1931 †
- Zeacuminia orycta (Suter, 1913) †
- Zeacuminia pareoraensis (Suter, 1917) †
- Zeacuminia parva Laws, 1936 †
- Zeacuminia planitas Laws, 1940 †
- Zeacuminia subtilissima (Bartrum & Powell, 1928) †
- Zeacuminia suteri (Marwick, 1929) †
- Zeacuminia tahuia Finlay, 1930 †
- Zeacuminia tantula Marwick, 1931 †
- Zeacuminia transitorsa (Marwick, 1929) †
- Zeacuminia turpicula Marwick, 1931 †
- Zeacuminia viapollentia Maxwell, 1988 †